# Nicole Mann
Pour les articles homonymes, voir Mann.
Nicole Victoria Aunapu « Duke » Mann est une astronaute américaine de la NASA. Elle a été sélectionnée en juin 2013 dans le groupe d'astronautes 21.

## Biographie

### Études et carrière militaire
Nicole Mann est major dans le Corps des Marines des États-Unis. Née à Penngrove (Californie), elle est diplômée de l'Académie navale d'Annapolis, de l'université Stanford et de l'U.S. Naval Test Pilot School. Mann est pilote de F/A 18, travaillant actuellement en tant que Integrated Product Team Lead à la base aérienne Naval Air Station Patuxent River. Elle a mené des campagnes en Irak et en Afghanistan. Mann est membre de la tribu amérindienne Wailaki (en) des Tribus indiennes de Round Valley.
Son nom de naissance Aunapu (version germanisée de « õunapuu », signifiant « pommier ») est Estonien, car son grand-père paternel Helmuth Aunapu a émigré d’Estonie dans les années 1920.

### Astronaute de la NASA
Sélectionnée en 2013, elle termine son entrainement de base deux ans plus tard. En tant qu'assistante au directeur de l'exploration, elle a travaillé sur le programme SLS, le vaisseau Orion et le segment sol.
En août 2018, Nicole Mann est affectée à la Boe-CFT, première mission de la capsule Starliner de Boeing. Elle est cependant réaffectée à la mission SpaceX Crew-5.
Le 5 octobre 2022, elle s'envole à bord de SpaceX Crew-5 vers la Station spatiale internationale en tant que membre des expéditions 67 et 68.

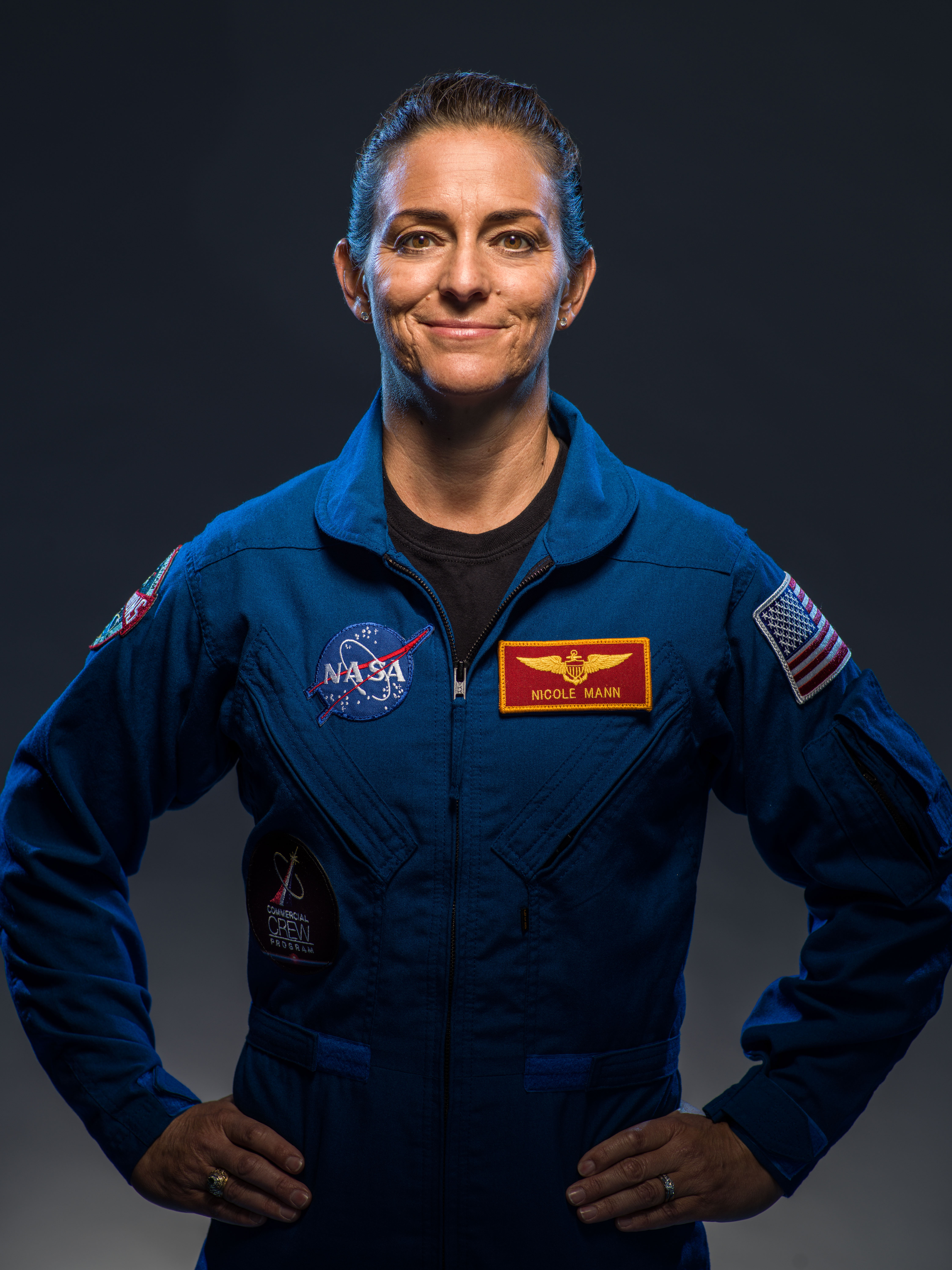
Mann en 2018

### Artemis
En décembre 2020, elle est sélectionnée pour faire partie de l'équipe Artemis. Elle fait donc partie des neuf astronautes qui sont susceptibles de devenir la première femme à marcher sur la Lune.